# Polykaon (Sohn des Butes)
Polykaon (altgriechisch Πολυκάων Polykáōn) ist eine Figur der griechischen Mythologie.
Er ist ein Sohn des Butes, allerdings ist unklar, welcher Butes gemeint ist. Er heiratet Euaichme, eine Tochter des Hyllos und Enkelin des Herakles.
Pausanias erwähnt ihn in seinem Bericht über Polykaon, den gleichnamigen Gründer und ersten König der Stadt Messene. Er schreibt, bei seinen erfolglosen Forschungen nach den Nachkommen des Königs Polykaon und dessen Frau Messene sei er auf einen weiteren Mann dieses Namens gestoßen. Eine weitere Verbindung über die Namensgleichheit hinaus scheint nicht zu bestehen.